# Antoine Alexandre Henry Oulevay
 (mars 2021).
Si vous disposez d'ouvrages ou d'articles de référence ou si vous connaissez des sites web de qualité traitant du thème abordé ici, merci de compléter l'article en donnant les références utiles à sa vérifiabilité et en les liant à la section « Notes et références ».
Pour les articles homonymes, voir Oulevay.
Antoine Alexandre Henry Ouvelay, né le 19 juillet 1834 au château de Drancy et mort le 19 février 1915 à Paris, est un peintre, caricaturiste, illustrateur et lithographe français.

## Biographie
Fils de Henry-Georges Oulevay, homme de confiance chez Monsieur Thayer au Château de Drancy et de Frédérique Caroline Jauch, dame de confiance de Monsieur Thayer. Ses parents demeuraient au 13 rue Garancière à Paris 11e.
Diplômé de l'École des beaux-arts de Paris et domicilié au 19 rue de Sèvres, Oulevay a reproduit des copies d'œuvres de Raphaël, Titien, Murillo au Musée du Louvre. Il a participé et exposé au Salon entre 1865 et 1880.
Sa présence est citée[Par qui ?] dans l'entourage du peintre Gustave Courbet à partir de 1860. Il appartenait avec Jules Dalou, Amand Gautier, André Gill, Eugène Gluck, Eugène-Auguste Lançon au cercle de ses connaissances d'ateliers et fréquentations de brasseries du Quartier latin.
Dans les mémoires d'un breton à Paris de Paul Sébillot, il est relaté qu'aux environs de 1870 avant le conflit franco-prussien, à la brasserie Lang tenue par un Allemand, rue de Rennes à Paris, la bière passait pour être bonne et on y retrouvait des artistes, des Alsaciens et même des Allemands, compatriotes du patron.
À la fin de la guerre, le patron qui avait été expulsé, revint à Paris naturalisé français et se réinstalla, rue de Rennes, non pas dans sa brasserie primitive, mais un peu plus haut. Dans ce nouvel établissement, sa clientèle ne comprenait plus guère que des habitués du monde artistique et littéraire ou des employés d’administration et y mangeait de temps à autre, surtout le dimanche. On y vit entre autres, Pierre Beyle, le peintre des saltimbanques et Oulevay, dessinateur, peintre et humoriste, qui débitait avec un esprit satirique plein de saveur des paradoxes énormes et amusants. Il déshabillait avec un sens critique très aiguisé, souvent juste, les tableaux des peintres arrivés dont le succès lui semblait exagéré, comme il motivait excellemment ce qui lui en faisait aimer d’autres qui lui paraissaient mieux mériter les éloges.
Son nom figure, en qualité de membre de la Commission fédérale des artistes pour les peintres (22 avril) dans le livre rouge de la  Commune en 1871 de Georges d'Heylli qui est un recueil d'extraits du Journal Officiel, mais également dans l'œuvre de Louise Michel, La Commune, Histoire et souvenirs en 1898.
Il fit partie des 18 peintres de la Fédération des artistes, composée également de 11 sculpteurs, 5 architectes, 6 graveurs-illustrateurs et 10 artistes industriels qui furent véritablement actifs jusqu'à la fin mai 1871. Les leaders de la Fédération des artistes n'étaient ni les ratés du Second Empire, ni les exclus de la communauté artistique.
Cette commission fonctionnait depuis le milieu d’avril tandis que l’assemblée de Versailles propageait les prétendues tendances de la Commune à détruire les arts, les sciences. 
Un tableau réalisé par Carolus-Duran en 1861 le représente avec le peintre Fantin-Latour  (musée d'Orsay, Paris).
En 1862, James Abbott McNeill Whistler a cherché à dissocier Oulevay de Fantin-Latour, le décrivant auprès de Georges Aloÿssius Lucas, marchand d'Art, comme un « fainéant » contrairement à son ami Fantin-Latour.
Quelques années plus tard, Whistler et Oulevay ont de meilleures relations. Oulevay félicita Whistler quand il reçut une médaille d'or pour ses œuvres: le Balcon, la Dame au brodequin jaune et portrait de Lady Archibald Campbell à l'Exposition universelle de Paris en 1889.
Par la suite, les deux artistes semblent avoir été proches dans les années 1890. Whistler décrivit Oulevay à Alan S. Cole, historien de l'Art et expert en textiles, comme un "artiste remarquable" et "ami", ouvrant la voie à Oulevay pour consulter les tapisseries, céramiques et arts décoratifs au South Kensington Museum au cours d'une visite à Londres.
Cette même année, Whistler a également écrit à Joseph Pennell, auteur d'une biographie, lui demandant de s'occuper de son ami, aux talents distingués. En 1898, il fit une demande similaire à William Heinemann, éditeur. Leur amitié était telle qu'en 1896, Whistler parlait de passer quelques jours avec Oulevay dans le sud de la France.
En 1899, Oulevay est allé voir une exposition des œuvres de Whistler à l'Exposition internationale de peinture et de sculpture à la Galerie Georges Petit à Paris. Il décrivit les œuvres exposées de Whistler comme exquises.
Dans le recueil "les névroses-les refuges" du poète français Maurice Rollinat, un poème en 1883 est dédié à Oulevay : Le Martin-pêcheur.

## Œuvres

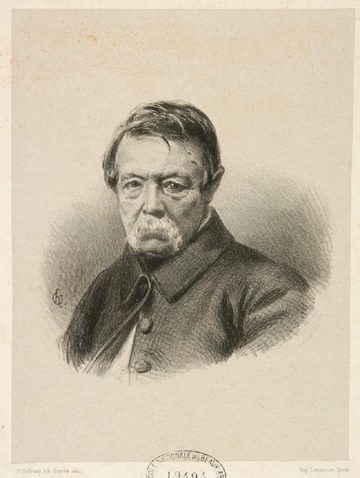
Portrait de David d'Angers (1847) Bibliothèque de l'École nationale supérieure des beaux-arts, Paris
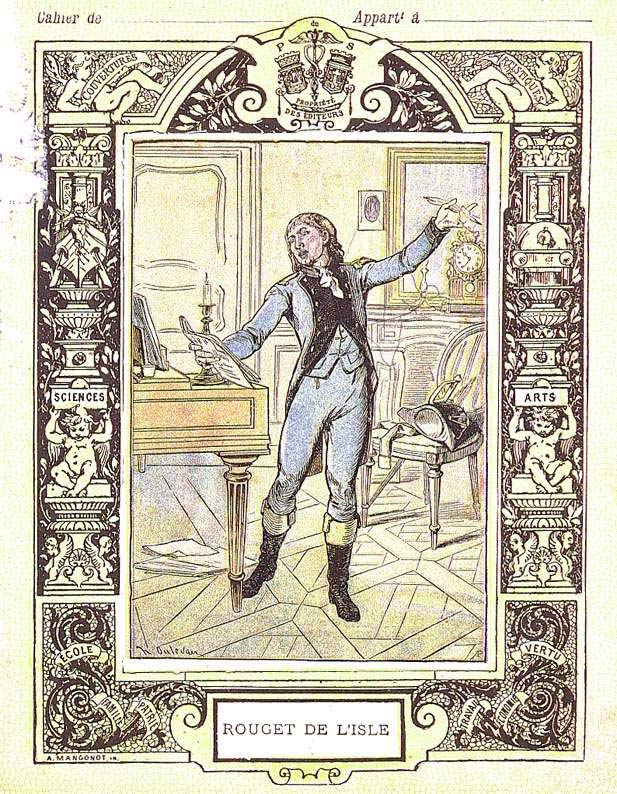
Illustration Rouget de Lisle, outil de l'écolier (1890) Musée national de l'éducation, Paris
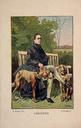
Portrait de Lamartine (XIXe siècle) Cliché, Musées de Macon avec leur aimable autorisation

- Lithographie, Haut. au trait en cm : 18. larg. au trait en cm : 13,5. Haut. en cm : 41,5. larg. en cm : 29.du portrait de David d'Angers (1847) ;
- Les Grands Hommes, série d'illustrations des cahiers et images destinées aux écoliers avec A. Mangonot, Charles Beauquier, gravure sur bois d'Alfred Prunaire (années 1885-1890) ;
- Lithographie, Haut: 19,3 cm, larg: 12,3 cm, Recto : représentation d'Alphonse de Lamartine assis sur un banc avec ses deux lévriers, auteur A. Prunaire d'après une peinture de H. Oulevay, (XIXe siècle) ;
- Tableau 169 × 135 cm et son cadre, Saint Julien l'Hospitalier, huile sur toile, (XIXe siècle).

## Sépulture
Il repose au cimetière de Vaugirard à Paris.